# Klein Heiligland
Het Klein Heiligland is een straat in de Noord-Hollandse stad Haarlem. De straat is gelegen in het stadsdeel Haarlem-Centrum, wijk Oude Stad en de buurt Heiliglanden. De straat verbindt de Gedempte Oude Gracht met de Gasthuisvest en ligt in het verlengde van de Frankestraat, die vanaf de Anegang loopt. Parallel aan de straat loopt ten oosten het Groot Heiligland. Deze twee straten zijn met elkaar verbonden door middel van de Friesepoort, Omvalspoort, Ravelingsteeg en het Nieuw Heiligland.
In 1956 werd door Eva Bendien en Polly Chapon de Galerie Espace opgericht aan het Klein Heiligland nummer 36. In 1960 verhuisde de deze galerie naar de Keizersgracht in Amsterdam.
Aan het Klein Heiligland bevinden zich in totaal negentien rijksmonumenten en vijf gemeentelijke monumenten. Op nummer 64 ligt het Vrouwe- en Antonie Gasthuys een 18e-eeuws hofje dat is ontstaan uit twee gasthuizen. Ter hoogte van nummer 60 lag een ander en voormalige hofje, het Blokshofje.